# Raimundo Orsi
Raimundo Viviano Orsi detto "Mumo" (Avellaneda, 2 dicembre 1901 – Santiago del Cile, 6 aprile 1986) è stato un calciatore argentino naturalizzato italiano, di ruolo attaccante, campione mondiale con l'Italia nel 1934. In Italia il suo nome venne spesso italianizzato in Raimondo.

## Caratteristiche tecniche
Ala sinistra dotata di grande velocità, pativa una scarsa forza fisica, mancanza cui sopperiva con un'affinata tecnica e una spiccata capacità nel dribbling, spesso preceduto da finte di corpo. Fu una delle prime ali, in Argentina, a non limitarsi esclusivamente a effettuare dei cross per il centravanti, ma a cercare anche la conclusione, accentrandosi con movimenti in diagonale; nel far ciò era agevolato dalla sua velocità e dalla precisione del suo tiro, effettuato in prevalenza con il piede sinistro. Spettacolari anche i suoi gol direttamente da calcio d'angolo.

## Carriera
Fece il suo esordio nel campionato argentino il 30 novembre 1919, contro l'Estudiantes (BA), vestendo la maglia dell'Independiente, squadra nella quale militò sino al 1928. Venne convocato per la prima volta nella nazionale argentina nel 1924, ma solo nel 1927 ne divenne un titolare stabile; con l'Albiceleste vinse in quell'anno il Campeonato Sudamericano in Perù e disputò in seguito il torneo olimpico di Amsterdam 1928, arrivando a giocare la finale contro l'Uruguay, poi vincitore.

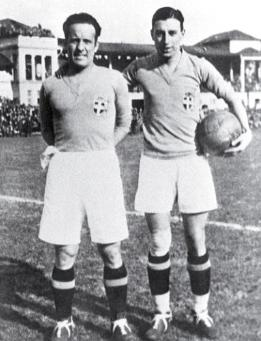
Da destra: Orsi e Mario Magnozzi nella nazionale italiana

Fu probabilmente grazie alla vetrina olimpica che la famiglia Agnelli se ne invaghì e fece di tutto per portarlo alla Juventus. La trattativa fece scalpore: ci si trovò di fronte a un chiassoso episodio di calciomercato, a causa della complessa contrattazione con il suo club di provenienza e in ragione dello stipendio offerto al giocatore, decisamente elevato per gli standard dell'epoca (100 000 lire più altre 8 000 al mese, una Fiat 509, con tanto di autista personale, e una villa in collina). Inoltre il regolamento, in quell'anno, vietava il tesseramento di giocatori stranieri od oriundi, sicché Orsi poté scendere in campo solo all'inizio della stagione 1929-30. In Italia Orsi confermò la sua fama internazionale, diventando una delle colonne della plurivittoriosa Juventus degli anni 30: coi Bianconeri totalizzerà 177 presenze, realizzando 77 gol.
In linea con la politica spesso seguita dal regime fascista in quegli anni, Orsi fu ben presto naturalizzato e poté quindi giocare nella nazionale italiana: esordì con una doppietta contro il Portogallo il 6 dicembre 1929 a Milano. Con la nazionale azzurra Orsi si laureò campione del mondo nel 1934, nell'edizione della Coppa Rimet disputatasi in Italia, torneo nel quale siglò 3 reti; questo successo inframezzò le vittorie del 1930 e del 1935 nella Coppa Internazionale.
Frattanto, con la sua squadra di club, Orsi vinse quattro scudetti consecutivi tra il 1930-31 e il 1933-34; non poté formalmente fregiarsi del quinto e ultimo titolo del cosiddetto Quinquennio d'oro juventino, poiché nell'aprile 1935 dovette improvvisamente lasciare Torino a stagione in corso per fare ritorno in patria, al capezzale della madre gravemente malata.
Quello che pareva un addìo solo temporaneo al calcio italiano, alla fine si trasformerà in definitivo, sicché la sua attività agonistica proseguì in Sudamerica: giocò infatti ancora una stagione nella sua vecchia squadra, l'Independiente, per poi passare ai rivali del Boca Juniors, ancora nel Platense e infine nell'Almagro. Trasferitosi in Uruguay, nel 1938 contribuì alla vittoria del Peñarol nel campionato di quell'anno, prima di concludere la sua carriera in Brasile dove, con il Flamengo, vinse il campionato carioca del 1939. Curiosamente, nel 1936 Orsi aveva nuovamente vestito la maglia della nazionale argentina, disputando la sua tredicesima e ultima partita contro gli storici rivali uruguaiani.
Tra i giocatori oriundi, Orsi è stato a lungo quello che più volte ha vestito la maglia azzurra, superato solo settant'anni più tardi da Mauro Camoranesi. Con l'Italia mise a referto ben 35 presenze e 13 reti, la più importante delle quali nella finale di Coppa Rimet contro la Cecoslovacchia, il 10 giugno 1934 a Roma: con quella rete gli azzurri pareggiarono il vantaggio di Antonín Puč a 9 minuti dalla fine e approdarono ai tempi supplementari, dove Angelo Schiavio sancì la vittoria italiana.

## Statistiche

### Cronologia presenze e reti in nazionale
| Cronologia completa delle presenze e delle reti in nazionale ― Argentina | Cronologia completa delle presenze e delle reti in nazionale ― Argentina | Cronologia completa delle presenze e delle reti in nazionale ― Argentina | Cronologia completa delle presenze e delle reti in nazionale ― Argentina | Cronologia completa delle presenze e delle reti in nazionale ― Argentina | Cronologia completa delle presenze e delle reti in nazionale ― Argentina | Cronologia completa delle presenze e delle reti in nazionale ― Argentina | Cronologia completa delle presenze e delle reti in nazionale ― Argentina |
| Data                                                                     | Città                                                                    | In casa                                                                  | Risultato                                                                | Ospiti                                                                   | Competizione                                                             | Reti                                                                     | Note                                                                     |
| ------------------------------------------------------------------------ | ------------------------------------------------------------------------ | ------------------------------------------------------------------------ | ------------------------------------------------------------------------ | ------------------------------------------------------------------------ | ------------------------------------------------------------------------ | ------------------------------------------------------------------------ | ------------------------------------------------------------------------ |
| 10/08/1924                                                               | Buenos Aires                                                             | Argentina                                                                | 0 – 0                                                                    | Uruguay                                                                  | Amichevole                                                               | -                                                                        |                                                                          |
| 31/08/1924                                                               | Montevideo                                                               | Uruguay                                                                  | 2 – 3                                                                    | Argentina                                                                | Amichevole                                                               | -                                                                        |                                                                          |
| 14/07/1927                                                               | Montevideo                                                               | Uruguay                                                                  | 0 – 1                                                                    | Argentina                                                                | Amichevole                                                               | -                                                                        |                                                                          |
| 29/08/1927                                                               | Buenos Aires                                                             | Argentina                                                                | 0 – 1                                                                    | Uruguay                                                                  | Amichevole                                                               | -                                                                        |                                                                          |
| 27/11/1927                                                               | Lima                                                                     | Perù                                                                     | 1 – 5                                                                    | Argentina                                                                | Campeonato Sudamericano de Football                                      | -                                                                        | 3º Titolo                                                                |
| 01/04/1928                                                               | Lisbona                                                                  | Portogallo                                                               | 0 – 0                                                                    | Argentina                                                                | Amichevole                                                               | -                                                                        |                                                                          |
| 29/05/1928                                                               | Amsterdam                                                                | Argentina                                                                | 11 – 2                                                                   | Stati Uniti                                                              | Olimpiadi 1928 - Ottavi di finale                                        | 2                                                                        |                                                                          |
| 02/06/1928                                                               | Amsterdam                                                                | Argentina                                                                | 6 – 3                                                                    | Belgio                                                                   | Olimpiadi 1928 - Quarti di finale                                        | 1                                                                        |                                                                          |
| 06/06/1928                                                               | Amsterdam                                                                | Argentina                                                                | 6 – 0                                                                    | Egitto                                                                   | Olimpiadi 1928 - Semifinale                                              | -                                                                        |                                                                          |
| 10/06/1928                                                               | Amsterdam                                                                | Uruguay                                                                  | 1 – 1 dts                                                                | Argentina                                                                | Olimpiadi 1928 - Finale                                                  | -                                                                        |                                                                          |
| 13/06/1928                                                               | Amsterdam                                                                | Uruguay                                                                  | 2 – 1                                                                    | Argentina                                                                | Olimpiadi 1928 - Finale (ripetizione)                                    | -                                                                        | 2º Posto                                                                 |
| 30/09/1928                                                               | Avellaneda                                                               | Argentina                                                                | 1 – 0                                                                    | Cile                                                                     | Amichevole                                                               | -                                                                        |                                                                          |
| 09/08/1936                                                               | Avellaneda                                                               | Uruguay                                                                  | 0 – 1                                                                    | Argentina                                                                | Amichevole                                                               | -                                                                        |                                                                          |
| Totale                                                                   |                                                                          | Presenze                                                                 | 13                                                                       |                                                                          | Reti                                                                     | 3                                                                        |                                                                          |

| Cronologia completa delle presenze e delle reti in nazionale ― Italia | Cronologia completa delle presenze e delle reti in nazionale ― Italia | Cronologia completa delle presenze e delle reti in nazionale ― Italia | Cronologia completa delle presenze e delle reti in nazionale ― Italia | Cronologia completa delle presenze e delle reti in nazionale ― Italia | Cronologia completa delle presenze e delle reti in nazionale ― Italia | Cronologia completa delle presenze e delle reti in nazionale ― Italia | Cronologia completa delle presenze e delle reti in nazionale ― Italia |
| Data                                                                  | Città                                                                 | In casa                                                               | Risultato                                                             | Ospiti                                                                | Competizione                                                          | Reti                                                                  | Note                                                                  |
| --------------------------------------------------------------------- | --------------------------------------------------------------------- | --------------------------------------------------------------------- | --------------------------------------------------------------------- | --------------------------------------------------------------------- | --------------------------------------------------------------------- | --------------------------------------------------------------------- | --------------------------------------------------------------------- |
| 01/12/1929                                                            | Milano                                                                | Italia                                                                | 6 – 1                                                                 | Portogallo                                                            | Amichevole                                                            | 2                                                                     |                                                                       |
| 09/02/1930                                                            | Roma                                                                  | Italia                                                                | 4 – 2                                                                 | Svizzera                                                              | Amichevole                                                            | 1                                                                     |                                                                       |
| 02/03/1930                                                            | Francoforte                                                           | Germania                                                              | 0 – 2                                                                 | Italia                                                                | Amichevole                                                            | -                                                                     |                                                                       |
| 06/04/1930                                                            | Amsterdam                                                             | Paesi Bassi                                                           | 1 – 1                                                                 | Italia                                                                | Amichevole                                                            | -                                                                     |                                                                       |
| 11/05/1930                                                            | Budapest                                                              | Ungheria                                                              | 0 – 5                                                                 | Italia                                                                | Coppa Internazionale                                                  | -                                                                     |                                                                       |
| 22/06/1930                                                            | Bologna                                                               | Italia                                                                | 2 – 3                                                                 | Spagna                                                                | Amichevole                                                            | -                                                                     |                                                                       |
| 25/01/1931                                                            | Bologna                                                               | Italia                                                                | 5 – 0                                                                 | Francia                                                               | Amichevole                                                            | -                                                                     |                                                                       |
| 22/02/1931                                                            | Milano                                                                | Italia                                                                | 2 – 1                                                                 | Austria                                                               | Coppa Internazionale                                                  | 1                                                                     |                                                                       |
| 29/03/1931                                                            | Berna                                                                 | Svizzera                                                              | 1 – 1                                                                 | Italia                                                                | Coppa Internazionale                                                  | -                                                                     |                                                                       |
| 12/04/1931                                                            | Porto                                                                 | Portogallo                                                            | 0 – 2                                                                 | Italia                                                                | Amichevole                                                            | 1                                                                     |                                                                       |
| 19/04/1931                                                            | Bilbao                                                                | Spagna                                                                | 0 – 0                                                                 | Italia                                                                | Amichevole                                                            | -                                                                     |                                                                       |
| 20/05/1931                                                            | Roma                                                                  | Italia                                                                | 3 – 0                                                                 | Scozia                                                                | Amichevole                                                            | 1                                                                     |                                                                       |
| 15/11/1931                                                            | Roma                                                                  | Italia                                                                | 2 – 2                                                                 | Cecoslovacchia                                                        | Coppa Internazionale                                                  | -                                                                     |                                                                       |
| 13/12/1931                                                            | Torino                                                                | Italia                                                                | 3 – 2                                                                 | Ungheria                                                              | Coppa Internazionale                                                  | 1                                                                     |                                                                       |
| 14/02/1932                                                            | Napoli                                                                | Italia                                                                | 3 – 0                                                                 | Svizzera                                                              | Coppa Internazionale                                                  | -                                                                     |                                                                       |
| 20/03/1932                                                            | Vienna                                                                | Austria                                                               | 2 – 1                                                                 | Italia                                                                | Coppa Internazionale                                                  | -                                                                     |                                                                       |
| 10/04/1932                                                            | Parigi                                                                | Francia                                                               | 1 – 2                                                                 | Italia                                                                | Amichevole                                                            | -                                                                     |                                                                       |
| 08/05/1932                                                            | Budapest                                                              | Ungheria                                                              | 1 – 1                                                                 | Italia                                                                | Coppa Internazionale                                                  | -                                                                     |                                                                       |
| 28/10/1932                                                            | Praga                                                                 | Cecoslovacchia                                                        | 2 – 1                                                                 | Italia                                                                | Coppa Internazionale                                                  | -                                                                     |                                                                       |
| 27/11/1932                                                            | Milano                                                                | Italia                                                                | 4 – 2                                                                 | Ungheria                                                              | Amichevole                                                            | 2                                                                     |                                                                       |
| 01/01/1933                                                            | Bologna                                                               | Italia                                                                | 3 – 1                                                                 | Germania                                                              | Amichevole                                                            | -                                                                     |                                                                       |
| 12/02/1933                                                            | Bruxelles                                                             | Belgio                                                                | 2 – 3                                                                 | Italia                                                                | Amichevole                                                            | -                                                                     |                                                                       |
| 02/04/1933                                                            | Ginevra                                                               | Svizzera                                                              | 0 – 3                                                                 | Italia                                                                | Coppa Internazionale                                                  | -                                                                     |                                                                       |
| 07/05/1933                                                            | Firenze                                                               | Italia                                                                | 2 – 0                                                                 | Cecoslovacchia                                                        | Coppa Internazionale                                                  | -                                                                     |                                                                       |
| 13/05/1933                                                            | Roma                                                                  | Italia                                                                | 1 – 1                                                                 | Inghilterra                                                           | Amichevole                                                            | -                                                                     |                                                                       |
| 22/10/1933                                                            | Budapest                                                              | Ungheria                                                              | 0 – 1                                                                 | Italia                                                                | Coppa Internazionale                                                  | -                                                                     |                                                                       |
| 03/12/1933                                                            | Firenze                                                               | Italia                                                                | 5 – 2                                                                 | Svizzera                                                              | Coppa Internazionale                                                  | 1                                                                     |                                                                       |
| 27/05/1934                                                            | Roma                                                                  | Italia                                                                | 7 – 1                                                                 | Stati Uniti                                                           | Mondiali 1934 - Ottavi di finale                                      | 2                                                                     |                                                                       |
| 31/05/1934                                                            | Firenze                                                               | Italia                                                                | 1 – 1 dts                                                             | Spagna                                                                | Mondiali 1934 - Quarti di finale                                      | -                                                                     |                                                                       |
| 01/06/1934                                                            | Firenze                                                               | Italia                                                                | 1 – 0                                                                 | Spagna                                                                | Mondiali 1934 - Quarti di finale (ripetizione)                        | -                                                                     |                                                                       |
| 03/06/1934                                                            | Milano                                                                | Italia                                                                | 1 – 0                                                                 | Austria                                                               | Mondiali 1934 - Semifinale                                            | -                                                                     |                                                                       |
| 10/06/1934                                                            | Roma                                                                  | Italia                                                                | 2 – 1 dts                                                             | Cecoslovacchia                                                        | Mondiali 1934 - Finale                                                | 1                                                                     | 1º Titolo Mondiale                                                    |
| 14/11/1934                                                            | Londra                                                                | Inghilterra                                                           | 3 – 2                                                                 | Italia                                                                | Amichevole                                                            | -                                                                     |                                                                       |
| 09/12/1934                                                            | Milano                                                                | Italia                                                                | 4 – 2                                                                 | Ungheria                                                              | Amichevole                                                            | -                                                                     |                                                                       |
| 24/03/1935                                                            | Vienna                                                                | Austria                                                               | 0 – 2                                                                 | Italia                                                                | Coppa Internazionale                                                  | -                                                                     |                                                                       |
| Totale                                                                |                                                                       | Presenze (69º posto)                                                  | 35                                                                    |                                                                       | Reti (23º posto)                                                      | 13                                                                    |                                                                       |

## Palmarès

### Club
- Primera División (AAm): 2

Independiente: 1922, 1926
- Copa de Competencia Asociación Amateurs: 3

Independiente: 1924, 1925, 1926
- Campionato italiano: 4

Juventus: 1930-1931, 1931-1932, 1932-1933, 1933-1934
- Campionato uruguaiano: 1

Penarol: 1938
- Campionato Carioca: 1

Flamengo: 1939

### Nazionale
- Campeonato Sudamericano de Football: 1

Argentina: Perù 1927
- Argento olimpico: 1

Argentina: Amsterdam 1928
- Coppa Internazionale: 2

Italia: 1927-1930, 1933-1935
- Campionato mondiale: 1

Italia: Italia 1934

### Individuale
- Capocannoniere della Coppa dell'Europa Centrale: 1

1933 (5 gol, a pari merito con František Kloz, Giuseppe Meazza e Matthias Sindelar)
- All-Star Team dei Mondiali: 1[7]

Italia 1934